# 克里斯蒂娜·索伊弗特
克里斯蒂娜·索伊弗特（英語：Christina Seufert，1957年1月13日—），美国前女子跳水运动员。她曾代表美国参加1984年夏季奥林匹克运动会跳水比赛，获得女子3米跳板铜牌。